# Henry Yule
Sir Henry Yule, född 1 maj 1820 i Inveresk nära Edinburgh, död 30 december 1889 i London, var en skotsk militär och geograf.
Yule ingick 1840, efter studier i Edinburgh och vid indiska militärskolan i Addiscombe, i bengaliska ingenjörskåren. Han var 1843-49 sysselsatt med kanalarbeten i Nordvästprovinserna och deltog dessemellan i de båda sikhkrigen 1845-46 och 1848-49. År 1855 följde han som sekreterare överste Arthur Purves Phayre på dennes beskickning till Ava samt publicerade över denna en berättelse (försedd med en ny karta över Burma), A Narrative of the Mission to Ava in 1855 (1858). Under indiska upproret hade han ansvaret för järnvägstrafiken i Gangesdalen. Åren 1855-62 var han sekreterare i departementet för allmänna arbeten, tog 1862 avsked med överstes titel och återvände till Europa, där han för studier i medeltida, asiatisk upptäcktshistoria till 1875 var bosatt i Palermo.
Sistnämnda år återvände han till England och var 1875-89 medlem av Indiska rådet. Från 1877 till sin död var han president i Hakluyt Society och utgav genom detta sällskap bland annat Jordanes "Mirabilia descripta" (1864) och Cathay and the Way Thither (två band, 1866), en samling medeltidsnotiser över Asiens geografi med inledande essä över samfärdseln mellan Kina och Västerlandet före sjövägens upptäckt. Än mer betydande var hans upplaga och översättning av Marco Polos reseberättelse: "The Book of Ser Marco Polo" (två band, 1871; ny reviderad och utökad upplaga 1875; tredje upplagan med levnadsteckning över Yule av hans dotter, 1903). För sin Marco Polo-upplaga hade Yule besökt de offentliga biblioteken i London, Paris, Florens och i synnerhet Venedig för att komplettera materialet, vars kärna samlingarna i Palermo bildade.
För Hakluyt Society utgav han The Diary of William Hedges (tre band, 1887-89). Från hans hand härrör vidare Hobson-Jobson, en ordbok över angloindiska ord och fraser i umgängesspråket och besläktade uttryck (1886, tillsammans med Arthur Coke Burnell), inledningen till den engelska översättningen av Nikolaj Przjevalskijs "Resor i Mongoliet" (1876), till den nya upplagan av John Woods "Journey to the Oxus" (1872) och till kapten William John Gills "River of Golden Sand" (1880, med en översikt över östra Tibets och Burmas flodsystem).